# St. Mariä Himmelfahrt (Meerkamp)

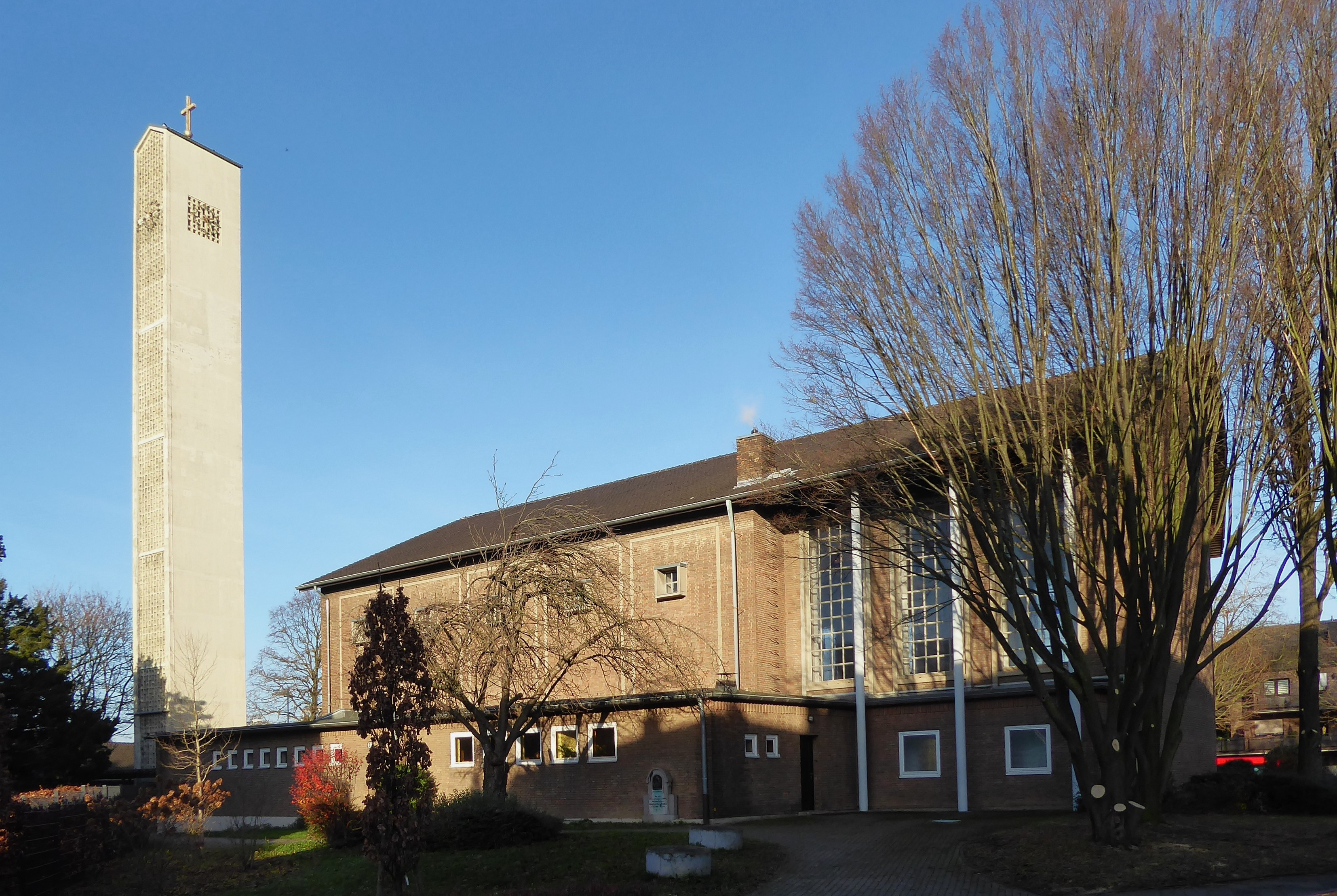
St. Mariä Himmelfahrt in Meerkamp

St. Mariä Himmelfahrt ist eine römisch-katholische Pfarrkirche in Meerkamp, einem Stadtteil von Mönchengladbach in Nordrhein-Westfalen. Sie steht unter dem Patronat Mariä Aufnahme in den Himmel (Gedenktag 15. August) und wurde zwischen 1956 und 1957 nach Plänen von Franz Schüren erbaut.
Zur Pfarre zählen neben Meerkamp auch Baueshütte, Biesel, Eiger, Hütz, Puffkohlen, Putschen, Ruckes, Schrödt und Tackhütte.

## Geschichte
Die Honschaft Meerkamp gehörte ursprünglich zur Pfarre Giesenkirchen, ein eigenes Gotteshaus bestand nicht. 1908 gründete sich ein Kirchenbauverein, die gesammelten Gelder wurden jedoch durch den Ersten Weltkrieg und die Inflation wertlos. Daher wurde 1921 der Saal einer Gaststätte als Gottesdienstraum eingerichtet. 1930 wurde eine Notkirche eingerichtet, in der fortan Priester aus Giesenkirchen regelmäßig die Heilige Messe feierten. Am 10. Mai 1951 wurde der Seelsorgebezirk St. Mariä Himmelfahrt gegründet und zum 1. Oktober 1952 erhielt der Seelsorgebezirk Meerkamp vermögensrechtliche Selbstständigkeit. Daraufhin wurden die Planungen für einen Kirchenneubau aufgenommen. Man beauftragte den Mönchengladbacher Architekten Franz Schüren mit der Planung einer Kirche. Zwischen 1956 und 1957 entstand schließlich die heutige Kirche, die Kirchweihe war am 26. Mai 1957. Eigenständige Pfarrei wurde Meerkamp schließlich am 10. Januar 1971.

## Baubeschreibung
St. Mariä Himmelfahrt ist ein zweischiffiger Bau in Formen der Nachkriegsmoderne mit einem eingezogenen Chor im Süden, niedrigem Seitenschiff im Westen und freistehendem Glockenturm.

## Ausstattung
Altar und Taufstein schuf aus Travertin der Odenkirchener Bildhauer Heinz Jordans (1921–2016), er schuf ebenfalls eine Madonna mit Kind aus Kupferblech. Das Altarkreuz ist ein Werk des Kevelaerer Goldschmieds Wilhelm Polders (1914–1992). Grete Bardenheuer (1908–1993) schuf einen Altarteppich für St. Mariä Himmelfahrt. Die 14 Kreuzwegstationen malte im Jahr 1961 in Freskotechnik der Kölner Künstler Peter Hecker. Altar und Tabernakel in der Sakramentskapelle entwarf der Herzogenrather Goldschmied Peter Bücken (1915–2006).

## Pfarrer
Folgende Priester wirkten bislang als Rektor bzw. seit 1971 als Pfarrer an St. Mariä Himmelfahrt:
- 1951–1980: Josef Jentges
- 1980–2008: Wolfgang Mayfisch
- 2008–2011: Karl-Heinz Hendker
- 2011–2017: Guido Fluthgraf
- Seit 2018: Achim Köhler